# EDX
Maurizio Colella (nacido el 2 de noviembre de 1976 en Zúrich) conocido por su nombre artístico EDX es un disc jockey y productor suizo orientado a los géneros house, deep house y house progresivo.

## Biografía
De padres italianos, nació y se crio en Zúrich, Suiza. En 1994 aparecieron sus primeros mixtapes grabados para las fiestas de la discoteca Tarot, que se organizaron después en el Oxa Club en Zúrich del cual fue residente. Posteriormente colabora de cerca con Leon Klein, con quien produjo numerosas compilaciones, especialmente para el evento de música techno Energy, entre 1999 y 2004. En 2000 ambos ganaron reconocimiento con el lanzamiento del sencillo "Gonna Catch You", a través de Warner Music de Suiza, además produjeron varios remixes incluyendo los realizados para Kool & The Gang, Armand Van Helden y Steve Angello.
Después de una pausa creativa de 3 años, EDX finalmente regresó a la escena musical, y en 2007 logró captar la atención de la misma con su remix de "Roadkill" para Dubfire. Esta fue incluida en el Compilation Universal Religion Chapter 3, una compilación seleccionada por Armin van Buuren, entre varios recopilatorios. Desde entonces empieza a recibir numerosas peticiones de remezclas de artistas tales como Armin van Buuren, Deadmau5, Kaskade, Axwell, Sebastian Ingrosso, Laidback Luke y Robbie Rivera. En 2009, Beatport lo ubicó en el top 3 de los mejores artistas de house progresivo, junto a Deadmau5 y Eric Prydz. Desde marzo de 2011, EDX posee su programa radial de una hora semanal llamado No Xcuses. En 2012 publicó su álbum debut On the Edge y en 2014 lanzó una versión de las canciones remezcladas. 
Desde 2012 edita eventualmente sus producciones a través de la discográfica holandesa Spinnin' Records. En 2015 vuelve a llamar la atención de la escena musical internacional con su remezcla editada por dicha discográfica de la versión realizada por Sam Feldt del clásico «Show Me Love»

## Otros proyectos
Entre varios de sus proyectos se encuentran los realizados junto a Leon Klein bajo los nombres B2B Disco Size y The Headcleaner. Estos datan desde principios de la década de 2000. También forma parte del proyecto musical Helvetic Nerds junto a varios artistas suizos entre ellos Chris Reece, Croatia Squad, Daniel Portman y Nora En Pure. También es propietario y director general de Sirup Music, que fundó en 2002 y hasta el día de hoy cuenta con diez subsellos, entre ellos Enormous Tunes.
En 1995 fundó el estudio gráfico llamado "EDX Design" con el que diseño numerosas portadas de álbumes recopilatorios del sello Energy junto a DJ Tatana, con la que mantuvo una relación sentimental durante 15 años hasta el año 2009. Durante 10 años fue también se desempeñó como su mánager. En 2008, junto a DJ Tatana lanzaron el sencillo «Please Don't Go!» bajo el alias Dobenbeck.

## Discografía

### Álbumes
- 2011: No Xcuses - The Violet Edition
- 2012: On the Edge
- 2014: On the Edge - Remixed

### Sencillos
- 1997: I'm Not Interested
- 1999: I Can't Give It Up! (con Leon Klein como B2B Disco Size)
- 1999: Dancing With You (con Leon Klein)
- 2000: Gonna Catch You (con Leon Klein)
- 2000: Tango! (con Leon Klein)
- 2000: Never Gonna Give Up! (con Leon Klein como 2 Bros In The Mix)
- 2001: NY's Streets (con Leon Klein junto a Deep On Plastic como DOP vs. B2B)
- 2001: Make Some Noise (con Leon Klein como The Headcleaner)
- 2002: Lift Me Up (con Leon Klein)
- 2003: I Need Love
- 2008: Please Don’t Go (con DJ Tatana como Dobenbeck junto a Joanna)
- 2008: Premiumline
- 2008: Casa Grande
- 2009: Rubin
- 2009: Shy Shy
- 2009: Ready to Go (con Chris Reece & Jerome Isma-Ae)
- 2010: Party of Politics
- 2010: Hoover
- 2010: Don’t Stop Dancing (con Kaskade junto a Haley)
- 2010: Out of the Rain (con Tamra Keenan)
- 2010: Thrive
- 2010: Darkside (con Daniel Portman)
- 2010: Hip (con Daniel Portman)
- 2010: Szeplo
- 2011: Embrace
- 2011: Falling out of Love (con Sarah McLeod)
- 2011: D.A.N.C.E.
- 2011: Give It Up for Love (con John Williams)
- 2012: This Is Your Life (con Nadia Ali)
- 2012: Love Express (con Seamus Haji junto a Jerique)
- 2012: Sunset Miracles
- 2012: Everything (con Hadley)
- 2012: Miami Device (con Stan Kolev & Chris Reece)
- 2012: Touched
- 2013: Blessed
- 2013: The Sun (con Leventina)
- 2013: The Tempest (con Leventina)
- 2013: Hazed
- 2013: Live My Life (Free Track)
- 2013: Ácido (Free Track)
- 2013: Hyped
- 2013: Reckless Ardor
- 2014: Cool You Off
- 2014: Air for Life
- 2014: Make Me Feel Good
- 2014: Empathy
- 2014: Collateral Effects
- 2014: Breathin'
- 2015: Remember House
- 2015: Want You
- 2015: Belong
- 2015: Want You (Then I Found You) (con BB Diamond)
- 2015: Revered
- 2016: Missing (con Mingue)
- 2016: Roadkill (EDX's Ibiza Sunrise Remix)
- 2016: Touch Her, Feel Her / Goombah
- 2016: My Friend
- 2016: Omertà
- 2016: High on You
- 2017: Dharma
- 2017: All I Know
- 2017: Feel the Rush
- 2017: Voyage
- 2017: Don't Call It Love (Jonas Blue & EDX feat. Alex Mills)
- 2017: Bloom
- 2017: Daybreak
- 2017: We Can't Give Up
- 2017: Runnin'
- 2018: Jaded
- 2018: Anthem
- 2018: Sillage
- 2019: Who Cares
- 2019: Off the Grid (con Amba Shepherd)
- 2019: Ubuntu
- 2019: Stay
- 2019: Neptune
- 2019: Voltaic
- 2020: Adore Me
- 2020: The Time Is Now
- 2020: I Found You (Neptune) (con Jess Ball)
- 2020: Umoja
- 2020: Indian Summer

### Remixes
1999:
- Armand Van Helden Pres. Jungle Juice – Egyptian Magician (EDX & Leon Klein B2B Mix)
- Cluba – Lighting the Mambo (EDX and Leon Klein B2B Mix)

2000:
- Cluba – Bailamos el Rumba (EDX and Leon Klein B2B Mix)
- DJ Dado – Where Are You (Edx & Leon Klein B2B Mix)
- DJ Tremendo – Forever Together (EDX and Leon Klein B2B Mix)
- Michael Procter – Change (EDX & Leon Klein B2B Mix)

2001:
- Kool & The Gang feat. Lauryn Hill – Summer (EDX & Leon Klein B2B Mix)
- DJ Christopher vs. DJ Bart – My Face (EDX Discorevenge Original Mix)
- Tha Soldier – Funkologic (EDX & Leon Klein B2B Mix)
- Leon Klein – Girl (Deep Inside) (EDX & Leon Klein B2B Mix)
- Tofunk – Alright (You Make Me Feel) (EDX & Leon Klein B2B Mix)
- DJ Tremendo – Music Keeps Me Going (EDX & Leon Klein B2B Mix)
- DJ Mirkolino – Listen to the DJ (EDX & Leon Klein B2B Mix)
- Marco Amore – De La Salsa (EDX & Leon Klein B2B Mix)

2006:
- Mark Gillespie Present L.A. Gear – Here Come the Warm Jets (EDX & Leon Klein Mix)
- Fuzzy Hair vs. Steve Angello – In Beat (EDX & Leon Klein B2B Remix)
- Pino Arduini & Miguel Cipriano – Victim of Love 2006 (EDX & Leon Klein 'Cime De Rape Vocal Mix')
- Rocco Nocera – Reaction (EDX & Leon Klein Remix)

2007:
- Dubfire – Roadkill (EDX's Acapulco at Night Remix)
- Sikk – The Whisper (EDX's Ibiza Sunset Mix)
- Sucker DJs – Lotta Lovin' (EDX's Miami Sunset Mix)
- Armin van Buuren – The Sound of Goodbye (EDX's Indian Summer Remix)
- Deadmau5 – Arguru (EDX's 5un5hine Mix)

2008:
- John O'Callaghan feat. Audrey Gallagher – Big Sky (EDX's Russian Winter Remix)
- Kaskade feat. Tamra Keenan – Angel on My Shoulder (EDX's Belo Horizonte at Night Mix)
- Sebastian Ingrosso & Laidback Luke – Chaa Chaa (EDX's Marakesh Souk Remix)
- Yves Larock feat. Jaba – Say Yeah (EDX's Ibiza Sunrise Remix)
- Axwell & Bob Sinclar feat. Ron Carroll – What a Wonderful World (EDX's Miami Sunset Remix)
- Robbie Rivera feat. Laura Vane – In Too Deep (EDX PinkStar Remix)
- Degrees of Motion – Shine On 2008 (EDX Dubai Skyline Remix)
- Helvetic Nerds – Sanctuary (EDX's Afterhours Mix)
- Passenger 10 – Mirage (EDX's 5un5hine Remix)

2009:
- Funkagenda – Breakwater (EDX's Ibiza Sunrise Remix)
- Albin Myers – Times Like These (EDX's Indian Summer Remix/ReDub)
- Afrojack – Radioman (EDX's 5un5hine Remix)
- Paul Harris & Sam Obernik – The Take (EDX's Acapulco at Night Remix)
- ATB feat. Flanders – Behind (EDX's Ibiza Sunshine Remix)
- Beyoncé – Why You Don’t Love Me (EDX's Make People 5mile Remix)
- Mary J. Blige – Stronger (EDX's Belo Horizonte At Night Mix)

2010:
- Dinka – Elements (EDX's 5un5hine Remix/ReDub)
- Cedric Gervais feat. Second Sun – Ready or Not (EDX Remix)
- Nadia Ali – Fantasy (EDX Remix)
- Benny Benassi feat. Kelis & Apl.De.Ap – Spaceship (EDX's Dubai Skyline Remix)
- Dannii Minogue vs. Flower Power – You Won't Forget About Me (EDX's Make People Smile Remix)
- Roger Sánchez – 2Gether (EDX Miami Sunset Remix)
- Chris Reece Feat. Romina Andrews – Right Back (EDX's Indian Summer Remix)
- Adam K feat. King Sunshine – My Love (EDX's Ibiza Sunrise Mix)

2011:
- Gala – Freed from Desire (EDX's No Excuses Mix)
- Armin van Buuren Presents Gaia – Stellar (EDX's Fe5tival Remix)
- Sander van Doorn – Outro (EDX's Fe5tival Mix)

2012:
- Avicii – Silhouettes (EDX's Arena Club Mix)
- Helvetic Nerds – Blood Pressure (EDX & Leventina Mix)

2013:
- Nalin & Kane – Beachball (EDX's Indian Summer Remix)
- Calvin Harris feat. Ayah Marar – Thinking About You (EDX's Belo Horizonte at Night Remix)
- Avicii – Wake Me Up (EDX's Miami Sunset Remix)

2014:
- Calippo – Back There (EDX's Dubai Skyline Remix)
- Christina Perri – Human (EDX's Fe5tival Remix)
- Cazzette – Weapon (EDX's Acapulco at Night Remix)
- Cash Cash feat. John Rzeznik – Lightning (EDX's Miami Sunset Remix)
- Above & Beyond Feat. Alex Vargas – Blue Sky Action (EDX's Indian Summer Remix)
- Sandy Rivera feat. April – BANG! (EDX's Ibiza Sunrise Remix)
- Nora En Pure & Sons of Maria – Uruguay (EDX's Dubai Skyline Remix)

2015:
- London Grammar – If You Wait (EDX's Vicissitude Remix)
- Sam Feldt feat. Kimberly Anne – Show Me Love (EDX's Indian Summer Remix)
- Spada feat. Anna Leyne – Catchfire (Sun Sun Sun) (EDX's Miami Sunset Remix)
- Robin Schulz feat. Francesco Yates – Sugar (EDX's Ibiza Sunrise Remix)
- The Avener feat. Adam Cohen – We Go Home (EDX's Paris at Night Remix)

2016:
- Birdy – Words (EDX Remix)

2017:
- Lika Morgan – Feel the Same (EDX Dubai Skyline Remix)
- Alok, Bruno Martini feat. Zeeba – Hear Me Now (EDX & Nora En Pure Remix)
- Tiësto feat. Bright Sparks – On My Way (EDX's Miami Sunset Remix)
- HAEVN – Finding Out More (EDX's Acapulco at Night Remix)
- Charlie Puth – How Long (EDX's Dubai Skyline Remix)

2018:
- Janelle Monáe – Make Me Feel (EDX Dubai Skyline Remix)
- David Guetta feat. Anne-Marie – Don't Leave Me Alone (EDX's Indian Summer Remix)

2019:
- Loud Luxury & Bryce Vine – I'm Not Alright (EDX's Dubai Skyline Remix)
- Charli XCX – White Mercedes (EDX's Miami Sunset Remix)

2020:
- Tom Gregory – What Love Is (EDX's Acapulco at Night Remix)